# Кагарлицький парк
Кагарлицький парк — парк-пам'ятка садово-паркового мистецтва XVIII—XIX століть, розташований у районному центрі Київської області місті Кагарлику; місце дозвілля мешканців міста і туристична атракція Кагарлика та району.

## Історія
Парк було закладено польським графом Яном Тарновським наприкінці XVIII століття. Потім садибу було подаровано Катериною II її статс-секретареві Дмитрові Прокоповичу Трощинському, який був великим меценатом, нащадком гетьмана Івана Мазепи і родичем Миколи Гоголя. Він побудував там палац і продовжив облаштування парку. Наступним власником став київський губернатор М. І. Чортков. При ньому у парку налічували 748 статуй, які були копіями грецьких та римських статуй, бюстів. Ці статуї стояли вздовж алей, у палаці, флігелях. У 1918 році значна частина була вивезена в Німеччину, а частина була знищена разом із палацом.
Постановою Держкомприроди УРСР від 29.01.1980 р. № 105 йому було присвоєно статус парку, що охороняється державою. Парк перебуває у віданні Кагарлицької міської ради.

## Сучасний стан
Площа парку становить 35,5 га. З початку заснування мав 113 різновидів кущів і дерев завезених з країн Європи і Азії. Парк має переважно ландшафтне планування. Біля входу до парку і нині стоїть брама з кованого заліза (XIX століття), що збереглася ще з часів Трощинського. У парку є альтанка «Ротонда» (кінець XVIII століття), яка знаходиться на пагорбі «Машук».
У парку-пам'ятці відтворено типові для лісостепу ландшафти. Тут ростуть 74 види дерев і чагарників. Перважають такі види: дуб звичайний, сосна звичайна, граб, явір, ліщина, барбарис, калина. Також ростуть модрина сибірська, сосна Веймутова, псевдотсуга, дуб пірамідальний, софора японська.
У парку є ставок з назвою «Сажалка», викопаний там, де б'є 24 джерела.
У парку зберігся дуб віком близько 300 років.

## Галерея

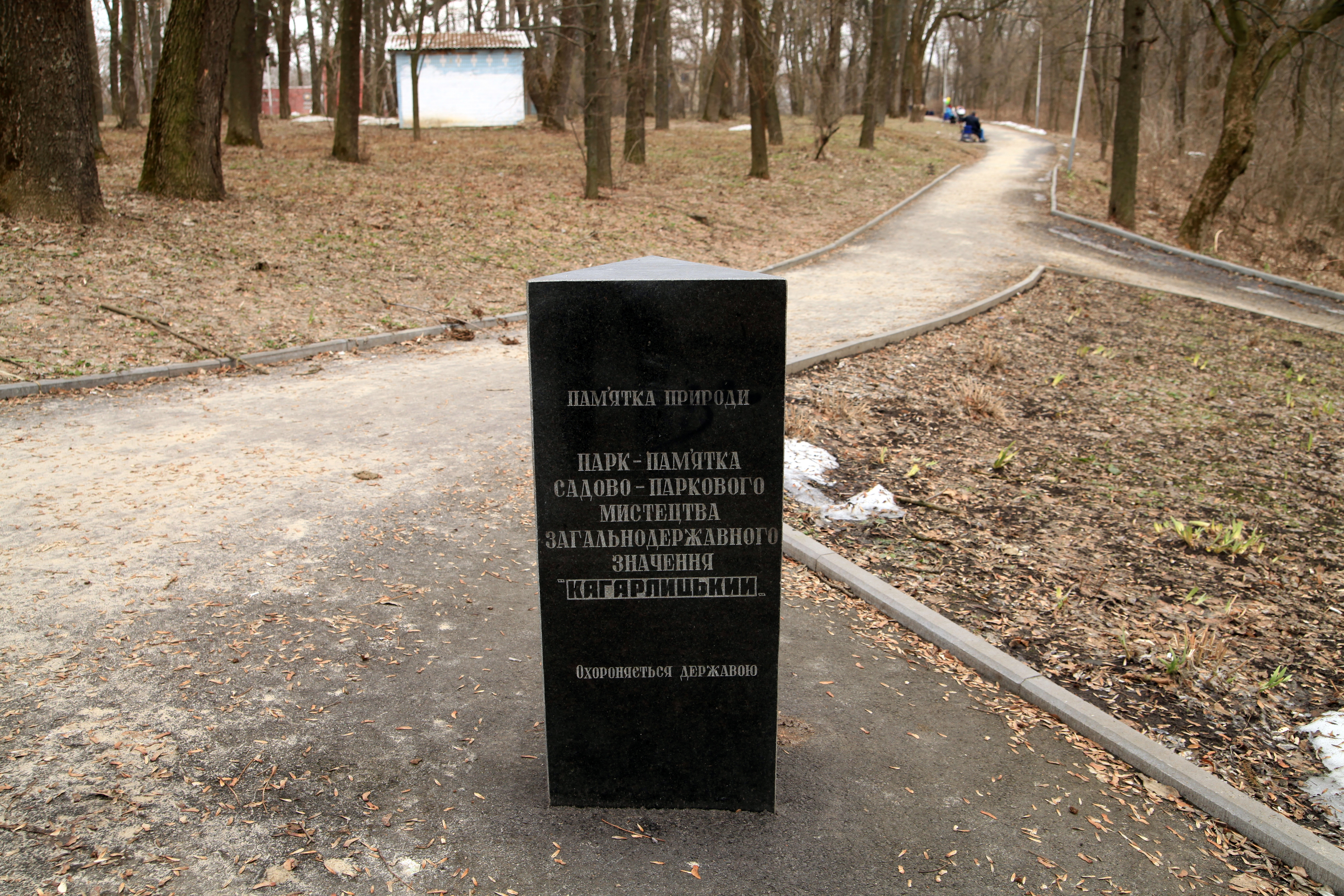
Пам'ятник
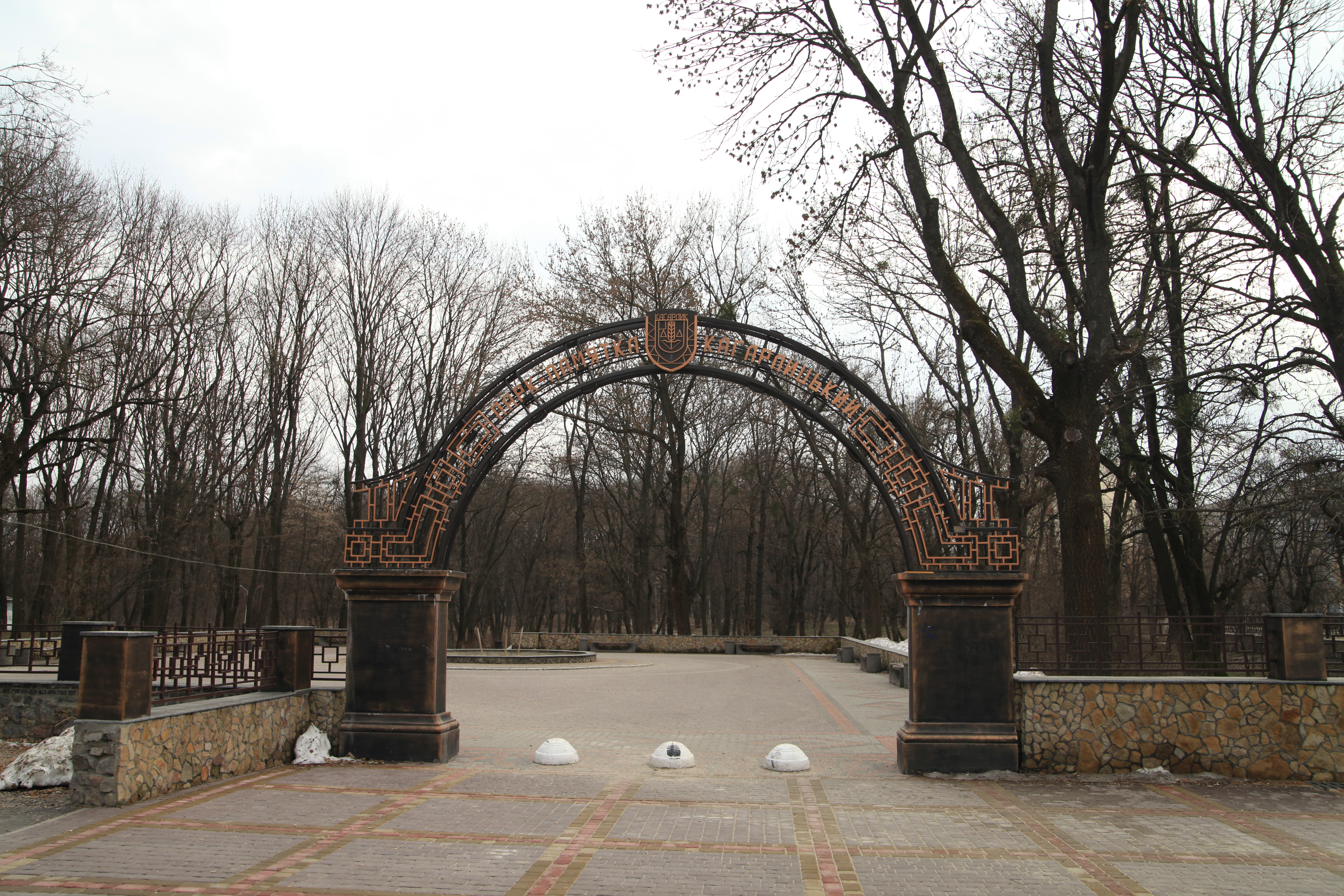
Вхід з Паркової вул.
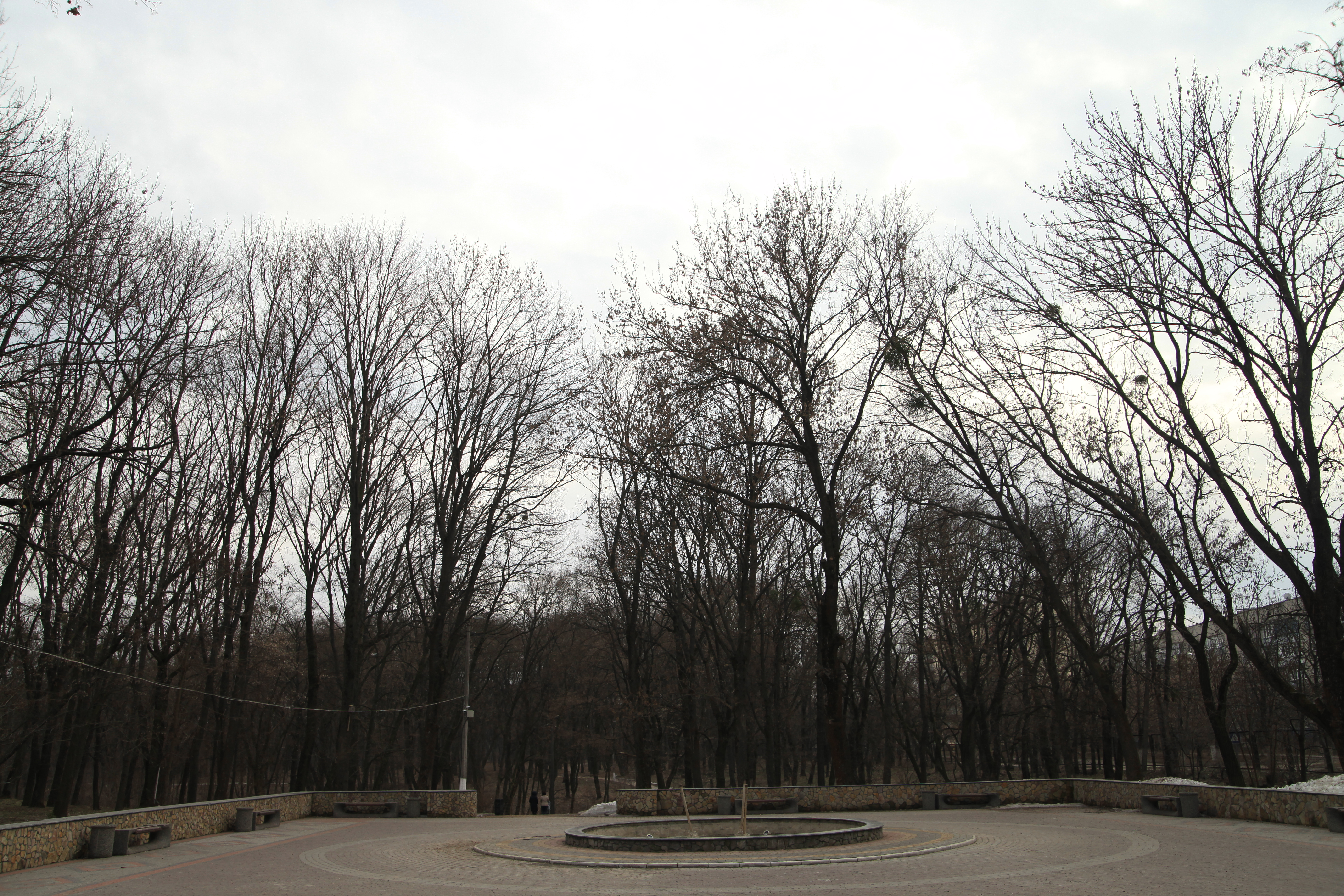
Площа при вході
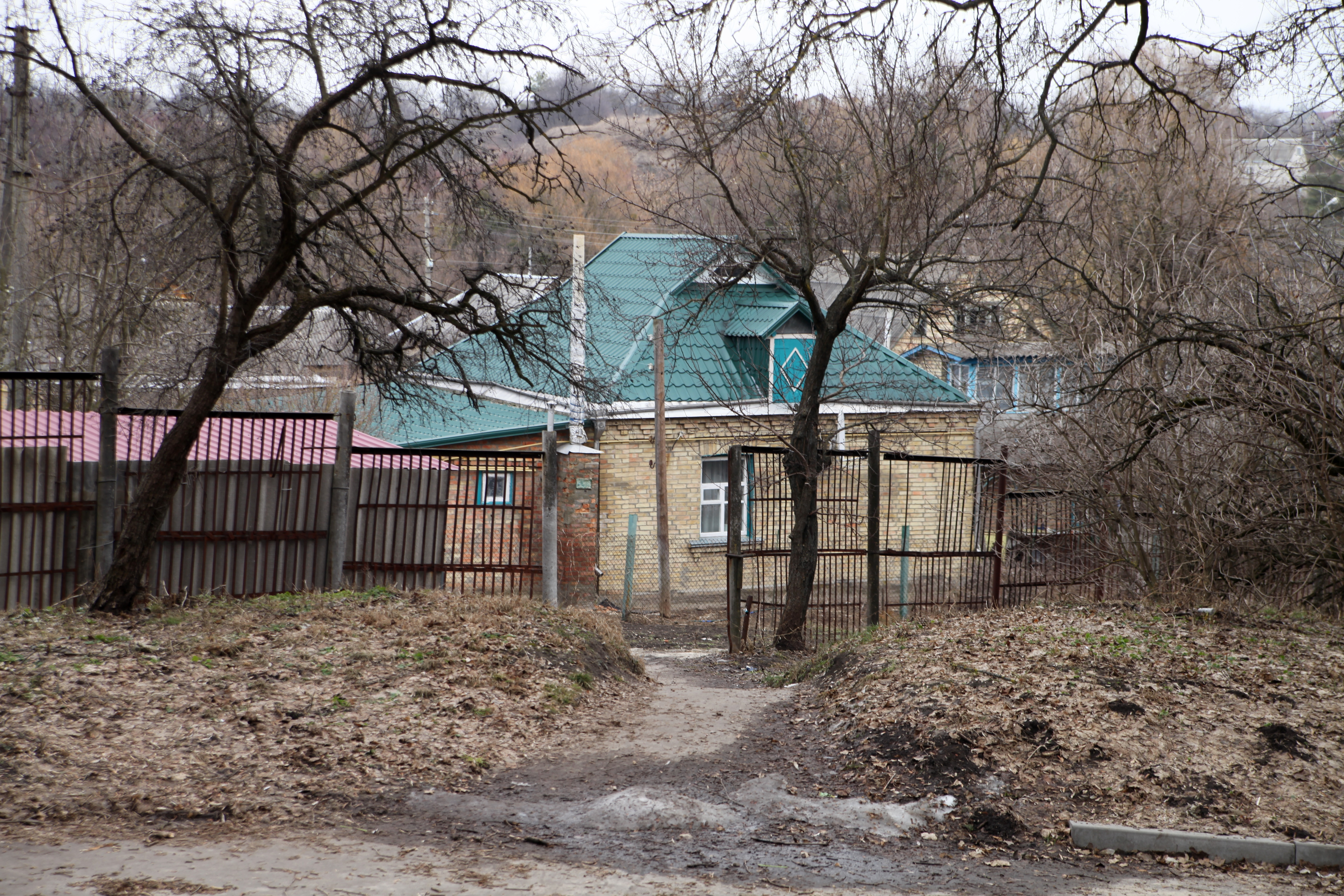
Вхід з вул. Шевченка
Став Сажалка
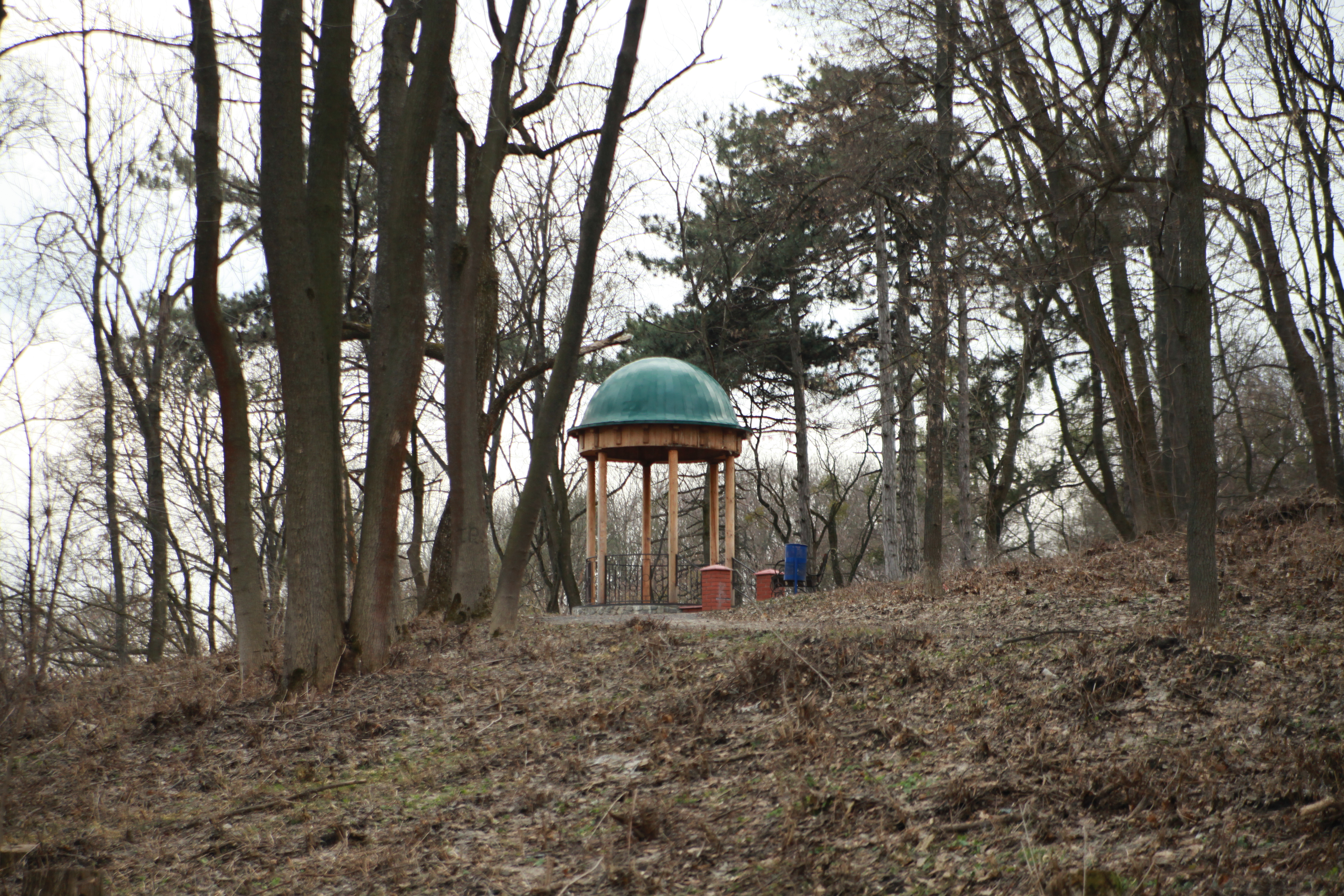
Нова альтанка
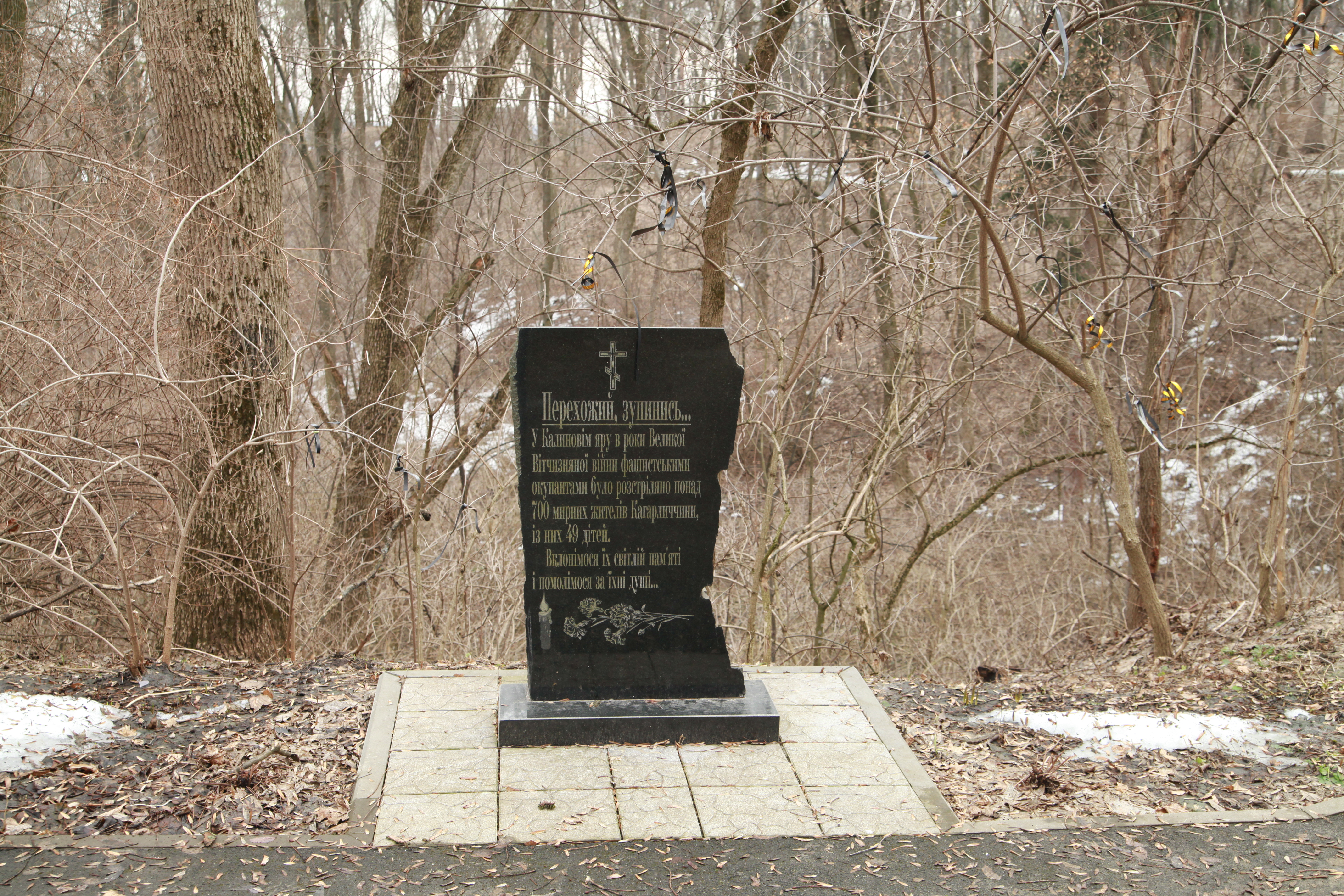
Місце розстрілів
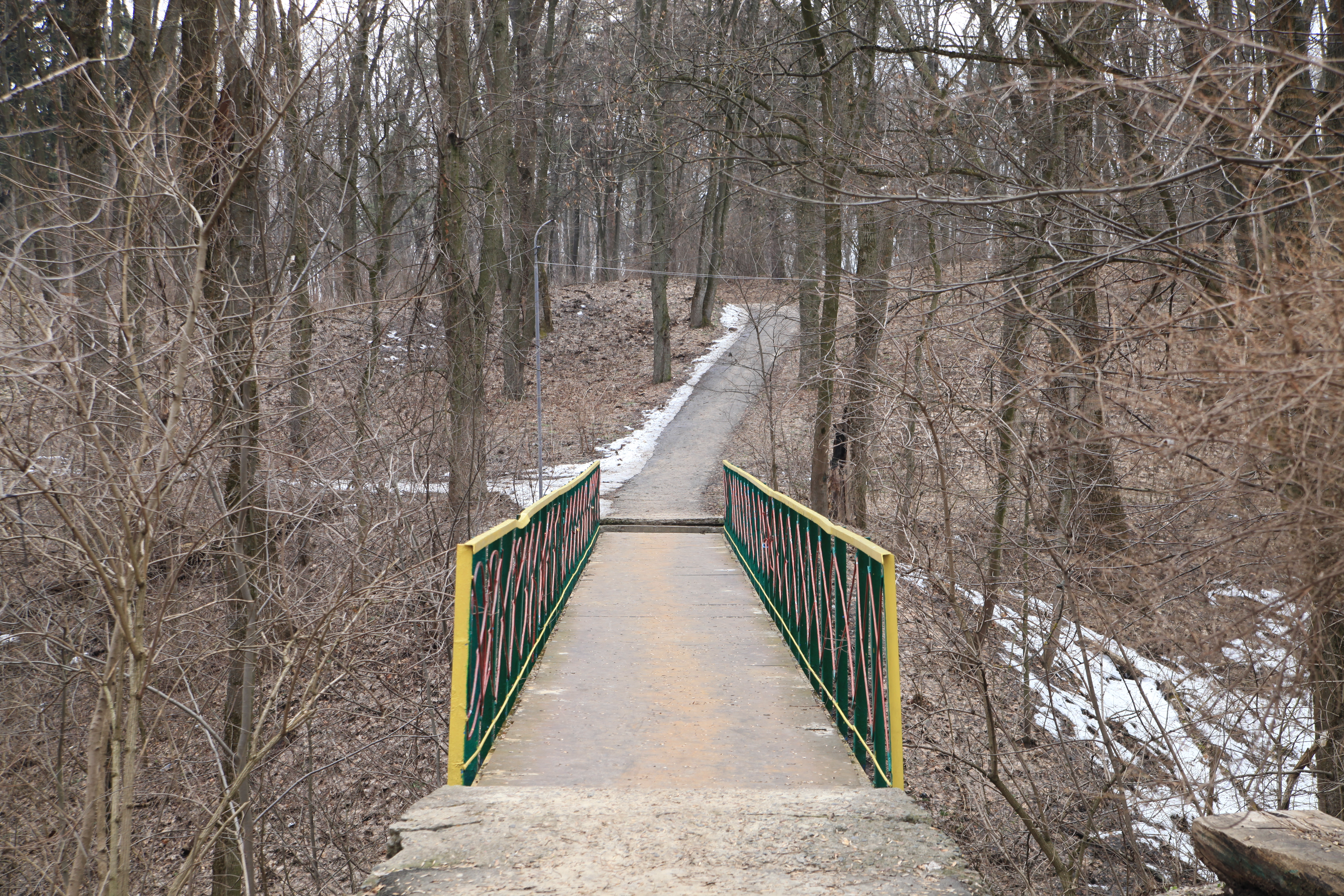
Міст через Сухий Кагарлик
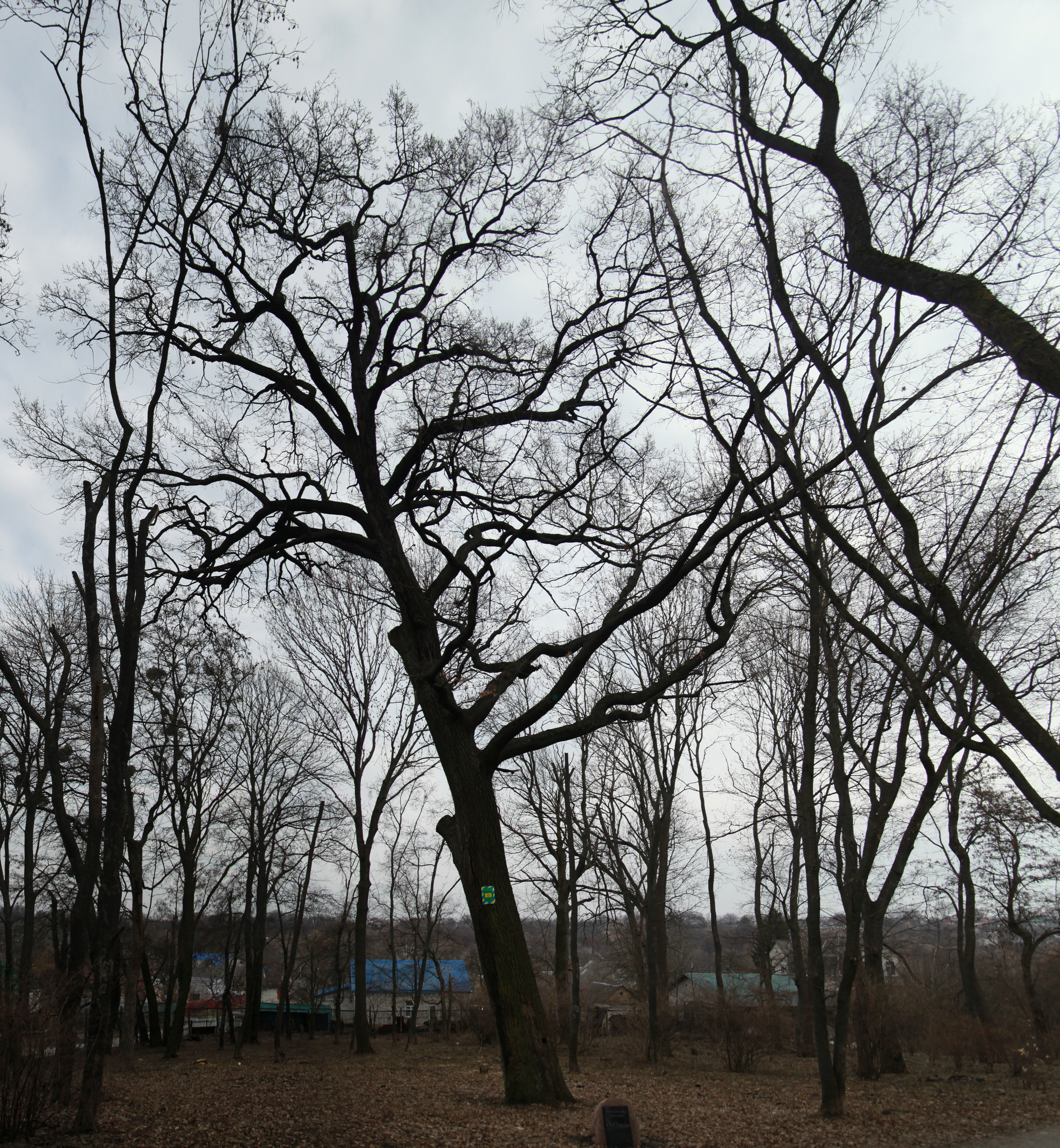
Дуб Гоголя